# Pseudokapazität

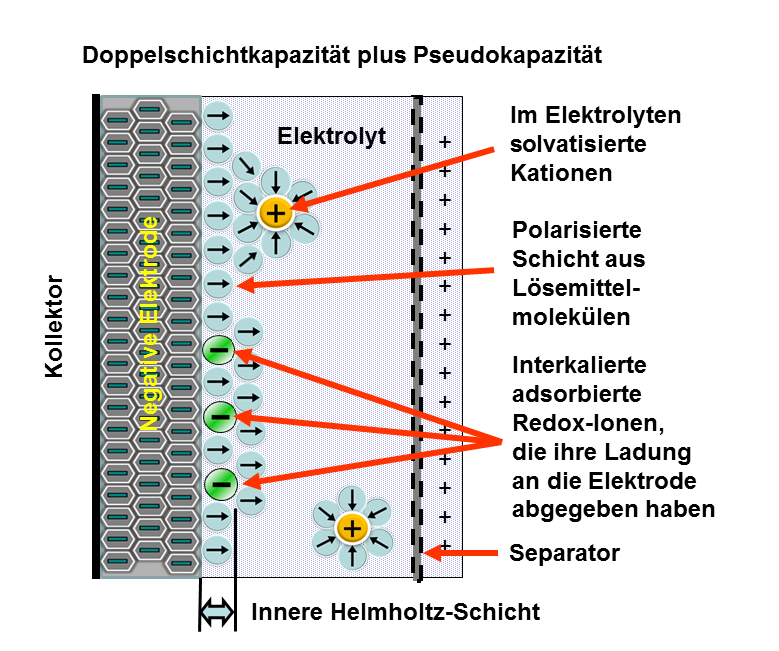
Prinzipdarstellung des gemeinsamen Auftretens einer Doppelschichtkapazität und einer Pseudokapazität in einem elektrochemischen Kondensator

Eine Pseudokapazität speichert elektrische Energie mit Hilfe reversibler Redoxreaktionen an dafür geeigneten Elektroden eines elektrochemischen Kondensators (Superkondensators) mit einer Helmholtz-Doppelschicht.
Die Redoxreaktionen sind verbunden mit einem faradayschen Ladungstausch aus den Ionen im Elektrolyten an die metallisch leitenden Ionen in der Elektrode. Dabei ist jeweils nur ein Elektron aus einem desolvatierten und adsorbierten Ion beteiligt. Das adsorbierte Ion geht keine chemische Bindung mit der Elektrode ein, es findet nur ein Elektronentransfer statt.
Eine Pseudokapazität tritt immer nur zusammen mit einer Doppelschichtkapazität auf. Sie summieren sich in allen elektrochemischen Kondensatoren (Superkondensatoren) untrennbar zu einer Gesamtkapazität, haben daran jedoch, je nach Ausführung der Elektroden, einen stark unterschiedlichen Anteil. Die Pseudokapazität einer dafür geeigneten Elektrode kann beispielsweise bei gleicher Oberfläche der Elektrode um den Faktor 100 größer sein als die Doppelschichtkapazität.
Die Ladungsmenge der in einer Pseudokapazität gespeicherten Energie verhält sich linear zur anliegenden Spannung. Die Einheit der Pseudokapazität ist Farad.

## Historie
Zur Historie der theoretischen Modelle zur Pseudokapazität siehe Elektrochemische Doppelschicht.
Zur Historie der Entwicklung der elektrochemischen Kondensatoren siehe Superkondensator.

## Funktionsweise

Schematische Darstellung einer Doppelschicht an einer Elektrode (BMD-Modell).
1. Innere Helmholtz-Schicht (IHP),
2. Äußere Helmholtz-Schicht (OHP),
3. Diffuse Schicht,
4. solvatisierte Kationen,
5. desolvatisiertes und adsorbiertes Anion (Redox-Ion, das zur Pseudokapazität beiträgt),
6. Moleküle des Elektrolyt-Lösungsmittels

Interkalation von kleinen Metall-Atomen zwischen Graphitebenen.

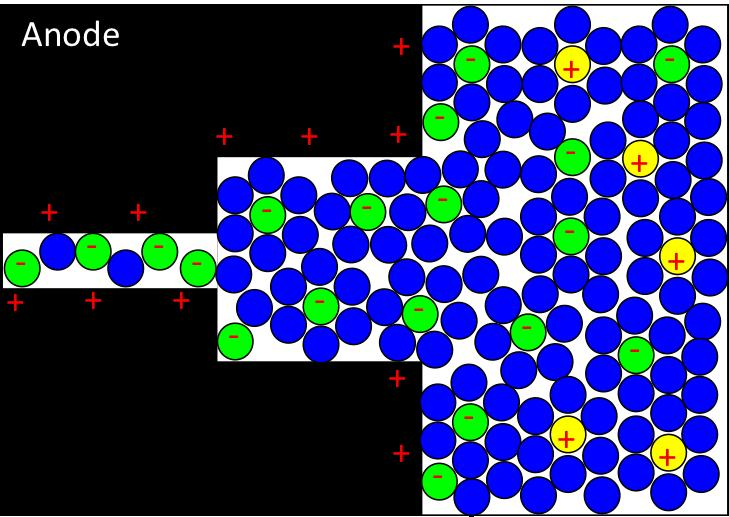
Darstellung „gefangener“ Ionen in einer Pore der Elektrode. Solvatisierte Ionen benötigen sehr viel mehr Raum als Ionen ohne umhüllende Lösungsmittelmoleküle. Bei maßgeschneiderter Porengröße kann die Pseudokapazität erhöht werden, weil von den kleineren Ionen ohne Umhüllung deutlich mehr in Kontakt mit der Elektrode kommen können.

Redoxreaktionen mit faradayschen Ladungstausch sind aus Akkumulatoren seit Dekaden bekannt. Aber diese chemischen Prozesse sind verbunden mit festen chemischen Bindungen des Elektrodenmaterials mit einem Adsorbat aus dem Elektrolyten. Obwohl die chemischen Prozesse relativ reversibel sind, hinterlassen die Lade-/Entladezyklen in Akkus irreversible chemische Verbindungen, die die Speicherfähigkeit und damit die Lebensdauer der Akkus begrenzen. Außerdem verlaufen die chemischen Reaktionen in Akkus recht langsam, so dass für das Laden-/Entladen eine längere Zeit benötigt wird.
Pseudokapazitive Redoxreaktionen in elektrochemischen Kondensatoren (Superkondensatoren) verlaufen anders. Sie erfolgen mit einer physikalischen Adsorption (Physisorption) eines geladenen Moleküls oder Atoms (Ions) auf der Elektrodenoberfläche und ähnelt einer chemischen Gleichgewichtsreaktion. Der adsorbierte Stoff (Adsorbat) bildet jedoch mit der Oberfläche keine chemische Bindung aus, sondern haftet durch schwächere Kräfte ähnlich der Adhäsion. So treten in der Regel nur Van-der-Waals-Kräfte auf. Die zu adsorbierenden Ionen müssen dabei zunächst die trennende Wirkung der elektrochemischen Doppelschicht im Superkondensator überwinden. Dabei verlieren sie die umgebende Solvathülle. Bei der dann folgenden Adsorption der Ionen aus dem Elektrolyten findet ein faradayscher Ladungstausch an der Oberfläche der dafür geeigneten Elektrode statt. An den Redoxreaktionen ist jeweils nur ein Elektron beteiligt. Es findet nur ein Elektronentransfer (Ein-Elektronenaustauschreaktion) statt. Bei diesen outer-sphere-Redoxreaktionen werden keine Bindungen geknüpft oder gebrochen. Dieser Prozess ist reversibel, d. h. beim Entladen des Kondensators findet der Elektronentransfer in umgekehrter Richtung statt.
Die Fähigkeit von Kondensatorelektroden, Redoxreaktionen für eine Pseudokapazität zu bewerkstelligen, hängt sehr stark von der Beschaffenheit und der Struktur des Elektrodenmaterials ab. Elektrodenmaterialien, die pseudokapazitive Eigenschaften aufweisen sind z. B. Metalloxide von Übergangsmetallen, die die zum Teil durch Dotierung in das Elektrodenmaterial eingebracht oder mit Hilfe einer Interkalation eingefügt werden. Auch leitfähige Polymere wie Polyanilin oder Derivate von Polythiophen, die auf die Strukturen von Kohlenstoffelektroden aufgebracht sind, eignen sich für Pseudokondensatoren. Aber auch Kohlenstoffelektroden können eine Pseudokapazität aufweisen. Der Anteil an pseudokapazitiven Reaktionen an Kohlenstoffelektroden kann auch durch maßgeschneiderte Porengrößen deutlich gesteigert werden.
Es können drei Arten der elektrochemischen Energiespeicherung mit einem Elektronentransfer, der zu einer Pseudokapazität führt, in Superkondensatoren auftreten:
- Redoxreaktionen (Reduktions-Oxidations-Reaktionen) mit spezifisch adsorbierten Ionen aus dem Elektrolyten auf den Oberflächen der Elektroden
- Interkalation, Einfügung von Atomen in die Gitterstruktur der Elektrode
- Elektrosorption, unterpotentielle Deposition von Wasserstoffatomen oder metallischen Ad-Atomen in Oberflächen-Gitterplätzen der Elektroden-Gitterstruktur

Beschreibung der Systemarten, die zur Pseudokapazität beitragen:
- Redox System:  Ox + ze‾ ⇌ Red und O2‾ + H ˡ ⇌ im Gitter
- Interkalationssystem: Liˡ in „Ma2“
- Elektrosorption, unterpotentielle Deposition von Metall-Adatomen: M꞊ ˡ + S + ze‾ ⇌ SM  oder H ˡ e‾ + S ⇌ SH (S = Oberflächengitterplätze)

Am besten erforscht und verstanden ist die Pseudokapazität bei Rutheniumoxid (RuO2). Hier kommt es zu einer gekoppelten reversiblen Redoxreaktion mit mehreren Oxidationsstufen, deren Potenziale sich überlappen. Die Elektronen kommen meist aus den Valenzorbitalen des Elektrodenmaterials und die Elektronentransferreaktion geschieht sehr schnell, wobei nach folgender Reaktionsgleichung hohe Ströme fließen können:
{\displaystyle \mathrm {RuO_{2}+xH^{+}+xe^{-}\leftrightarrow RuO_{2}-_{x}(OH)_{x}} }
Bei diesem Charge-Transfer-Übergang (Ladungs-Transfer-Übergang) werden beim Laden bzw. Entladen H+ Protonen in das Ruthenium-Kristallgitter eingelagert bzw. aus ihm entfernt. Es erfolgt eine faradaysche bzw. elektrochemische Speicherung elektrischer Energie ohne chemische Umwandlung des Elektrodenmaterials. Die OH-Gruppen lagern sich als molekulare Schicht an die Elektrodenoberfläche an. Da die messbare Spannung aus der Redoxreaktion proportional zu dem Ladungszustand ist, entspricht das Verhalten der Reaktion dem eines Kondensators und nicht dem eines Akkumulators, bei der die Spannung weitgehend unabhängig vom Ladezustand ist.

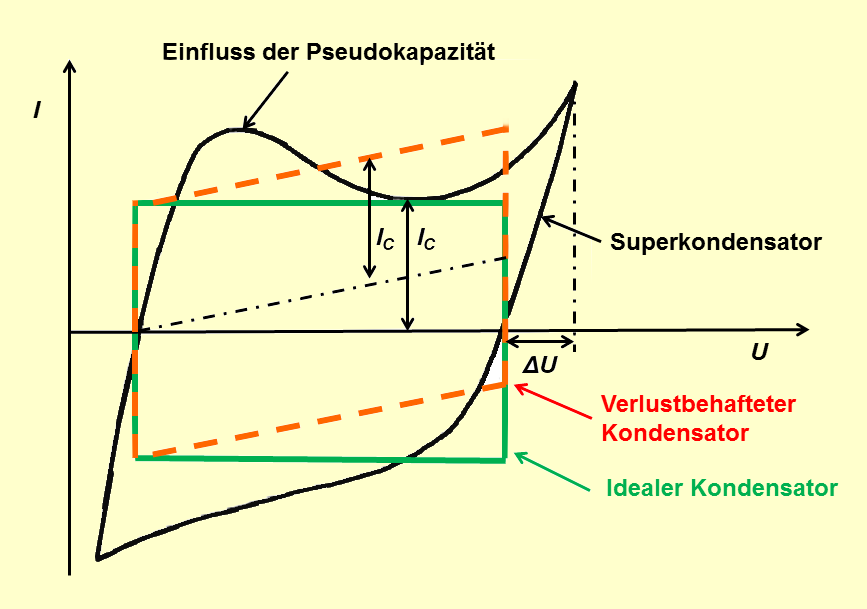
Cyclovoltammogramm, Stromverlauf bei statischen Kondensatoren im Vergleich zu Superkondensatoren mit großem Anteil an Pseudokapazität, bei sich zyklisch ändernder Spannung am Kondensator

Diese Elektronenaustauschreaktionen sind sehr schnell, sehr viel schneller als die chemischen Prozesse in Akkus. Bei diesen reversiblen Reaktionen wird jeweils ein Elektron an die Oberflächenatome der negativen Elektrode abgegeben. Dieses Elektron fließt über den externen Stromkreis zur positiven Elektrode. Gleichzeitig wandern gleich viele Anionen durch den Elektrolyten von der negativen zur positiven Elektrode. Dort, in Elektroden aus Übergangsmetalloxiden, nehmen aber nicht die sich angereicherten Anionen das Elektron wieder auf, sondern die dort vorhandenen und im geladenen Zustand stark ionisierten und daher recht „elektronenhungrigen“ Übergangsmetallionen. Da bei diesen pseudokapazitiven Reaktionen keine festen chemischen Verbindungen entstehen, können sie theoretisch unbegrenzt wiederholt werden. Das ist die Begründung für die sehr hohe Zyklusfestigkeit vieler Superkondensatoren mit hoher Pseudokapazität.
Die pseudokapazitive Eigenschaft eines Superkondensators kann mit einem sogenannten „zyklischen Voltammogramm“, der Aufzeichnung des Stromverlaufes bei sich zyklisch ändernder Spannung, erkannt werden. Die Stromkurve eines Pseudokondensators unterscheidet sich deutlich von derjenigen eines idealen oder eines verlustbehafteten Kondensators mit reiner statischer Speicherung. Das Voltammogramm eines idealen Kondensators verläuft rechteckig. Für einen verlustbehafteten Kondensator verschiebt sich die Kurve zu einem Parallelogramm. Bei Elektroden mit faradayschen Austauschreaktionen ist die elektrische Ladung, die in dem Kondensator gespeichert ist, stark abhängig vom Potential der Elektrode. Weil das abweichende Potential der Elektrode gegenüber dem Potential bei der voltammetrischen Messung beim Rückwärtsfahren eine Verspätung verursacht, weicht das Voltammogramm eines Pseudokondensators von der Form des Parallelogramms ab, siehe Diagramm rechts.
Wie bei Doppelschichtelektroden ergibt sich das Speichervermögen von Pseudokondensatorelektroden aus dem potentialabhängigen Bedeckungsgrad der Elektrodenoberfläche mit adsorbierten Ionen. Da bei allen pseudokapazitiv wirksamen Reaktionen die Ionen desolvatisiert sind, d. h. keine die kugelförmig umhüllende Schicht von Lösungsmittelmolekülen aufweisen, sind sie deutlich kleiner als die solvatisierten Ionen, die zur Doppelschichtkapazität beitragen. Deshalb benötigen sie entsprechend weniger Elektrodenoberfläche, wodurch erklärt wird, dass bei gleicher Elektrodenoberfläche sehr viel mehr Pseudokapazität als Doppelschichtkapazität entstehen kann. Dieses potentialabhängige Speichervermögen auch der Pseudokapazität bewirkt, dass im Gegensatz zum Spannungsverhalten von Akkumulatoren, die eine nahezu ladungsunabhängige Spannungskurve besitzen, Superkondensatoren einen linearen Verlauf der Kondensatorspannung in Abhängigkeit von der gespeicherten Ladung aufweisen.
In realen elektrochemischen Kondensatoren ist die am Kondensator messbare Kapazität immer eine Kombination aus Doppelschicht- und Pseudokapazität. Beide Speicherarten sind untrennbar miteinander verbunden und lediglich durch die Kurvenform des Cyclovoltammogramms zu erkennen. Der Anteil an Pseudokapazität einer Elektrode, sofern sie aus einem pseudokapazitiv wirksamen Material wie den Übergangsmetalloxiden oder den leitfähigen Polymeren besteht, kann bei gleicher Elektrodenoberfläche und gleichem Volumen, einen um den Faktor 10 bis zu 100 größeren Wert haben als die der Doppelschichtkapazität.
Kondensatoren, deren Kapazität überwiegend aus elektrochemischen Reaktionen stammt, heißen Pseudokondensatoren. Handelsübliche Superkondensatoren mit sehr hoher Pseudokapazität kombinieren eine pseudokapazitive Elektrode mit einer Doppelschichtelektrode und sind der Familie der Hybridkondensatoren zuzuordnen.